# Imperial (Nebraska)
Pour les articles homonymes, voir Imperial.
La ville d’Imperial est le siège du comté de Chase, dans l’État du Nebraska, aux États-Unis. Sa population s’élevait à 2 071 habitants lors du recensement de 2010, estimée à 2 047 habitants en 2016.

## Histoire
La ville a été nommée par le pionnier canadien Thomas Mercier. On ignore si le toponyme provient de celui d’une ville canadienne ou  s’il s’agit d’un hommage au gouvernement impérial britannique. 
Imperial a été établie en 1885 sur une terre donnée par Thomas Mercier et un autre pionnier, Melville J. Goodrich. La construction du chemin de fer commence en 1887 mais il faut attendre le 15 août 1892 avant l’arrivée du premier train dans la localité.